# Uloborus plumosus
Uloborus plumosus es una especie de araña araneomorfa del género Uloborus, familia Uloboridae. Fue descrita científicamente por Schmidt en 1956.
Habita en Guinea.